# ورزشگاه عصمت غیب‌اف
ورزشگاه عصمت غیب‌اف (به لاتین: Ismat Gayibov Stadium) یک ورزشگاه در جمهوری آذربایجان است که در ناحیه باکیخانوف در شهر باکو واقع شده‌است.